# Dorcas Makgato-Malesu
Dorcas Makgato-Malesu (parfois orthographié Dorcus) est une femme d'affaires et femme politique botswanaise. Elle est ministre de la Santé du Botswana depuis le 30 octobre 2014.

## Biographie
Dorcas Makgato-Malesu a étudié à l'Université de Sheffield ainsi qu'à l'Université de Leicester.
Elle a par la suite dirigé la division commerciale de Air Botswana (1998-1999), et fut directrice des services corporatifs de Barloworld (2001-2007). Elle fut également présidente du Botswana National Sports Council (BNSC).
Elle est ministre de la santé du Botswana depuis le 30 octobre 2014. Auparavant, elle fut ministre du commerce et de l'industrie de 2009 à 2014 et CEO de la Botswana Export Development and Investment Authority (BEDIA) de 2007 à 2009,. Elle est membre du Parti démocratique du Botswana et, le 26 octobre 2014, elle est élue députée de la circonscription de Sefare-Ramokgonami. En avril 2015, elle prend également la tête de la section féminine,.
Dorcas Makgato-Malesu, haut-commissaire du Botswana en Australie, se distingue par son engagement à rendre son pays attractif pour les investissements étrangers et à promouvoir la diversification économique et l'image de marque nationale. En tant qu’ancienne ministre de la santé et ministre du commerce et de l'industrie, elle joue un rôle clé dans la création d'un environnement favorable aux entreprises mondiales et dans le renforcement des relations régionales, en particulier dans l'industrie du diamant.

## Vie privée
Elle est divorcée d'Ookeditse Malesu, vice-président de la Botswana Swimming Sport Association (BSSA),.